# RQ-11 Raven

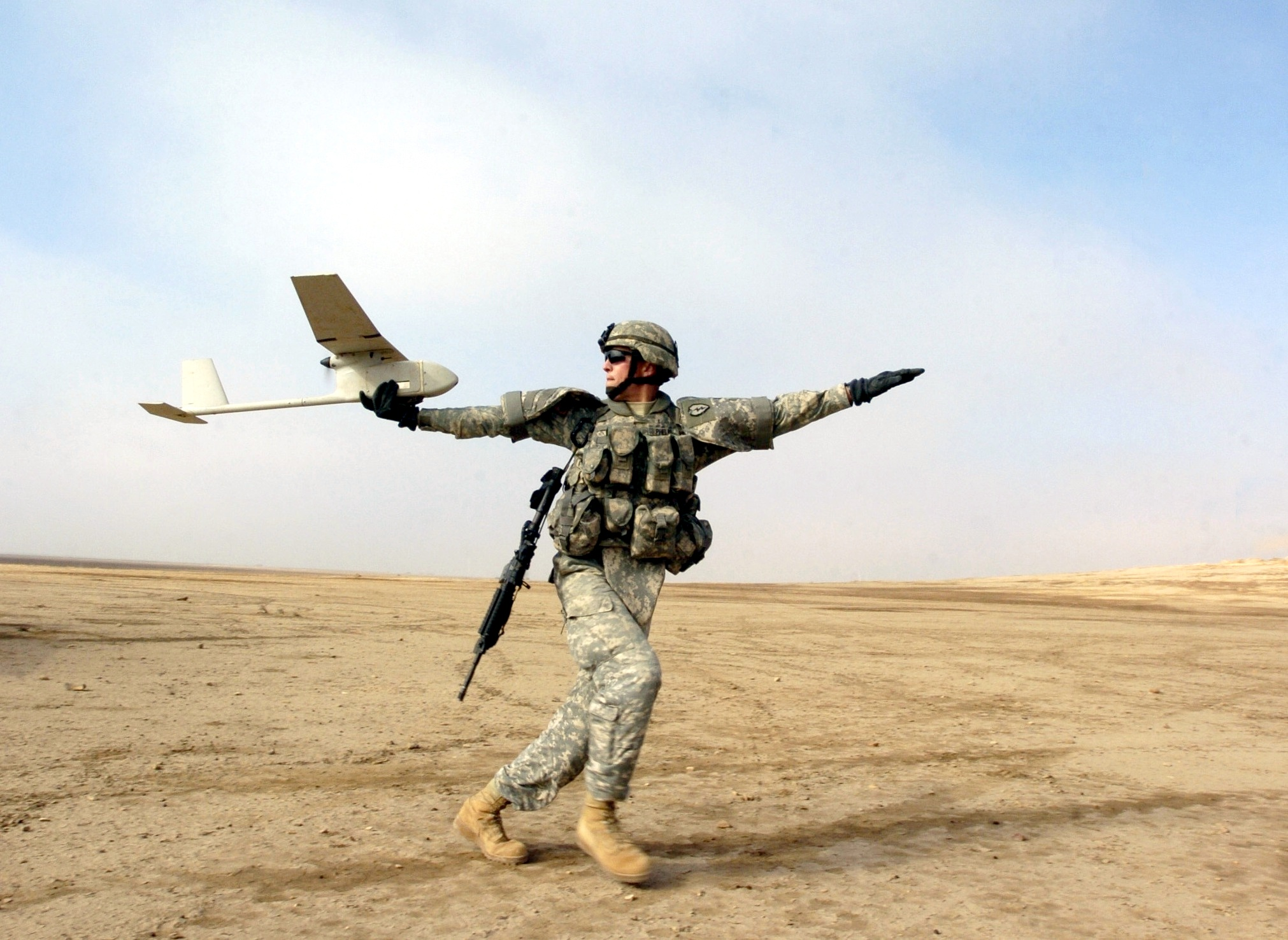
En Irak, lancement d'un RQ-11 Raven 1/2

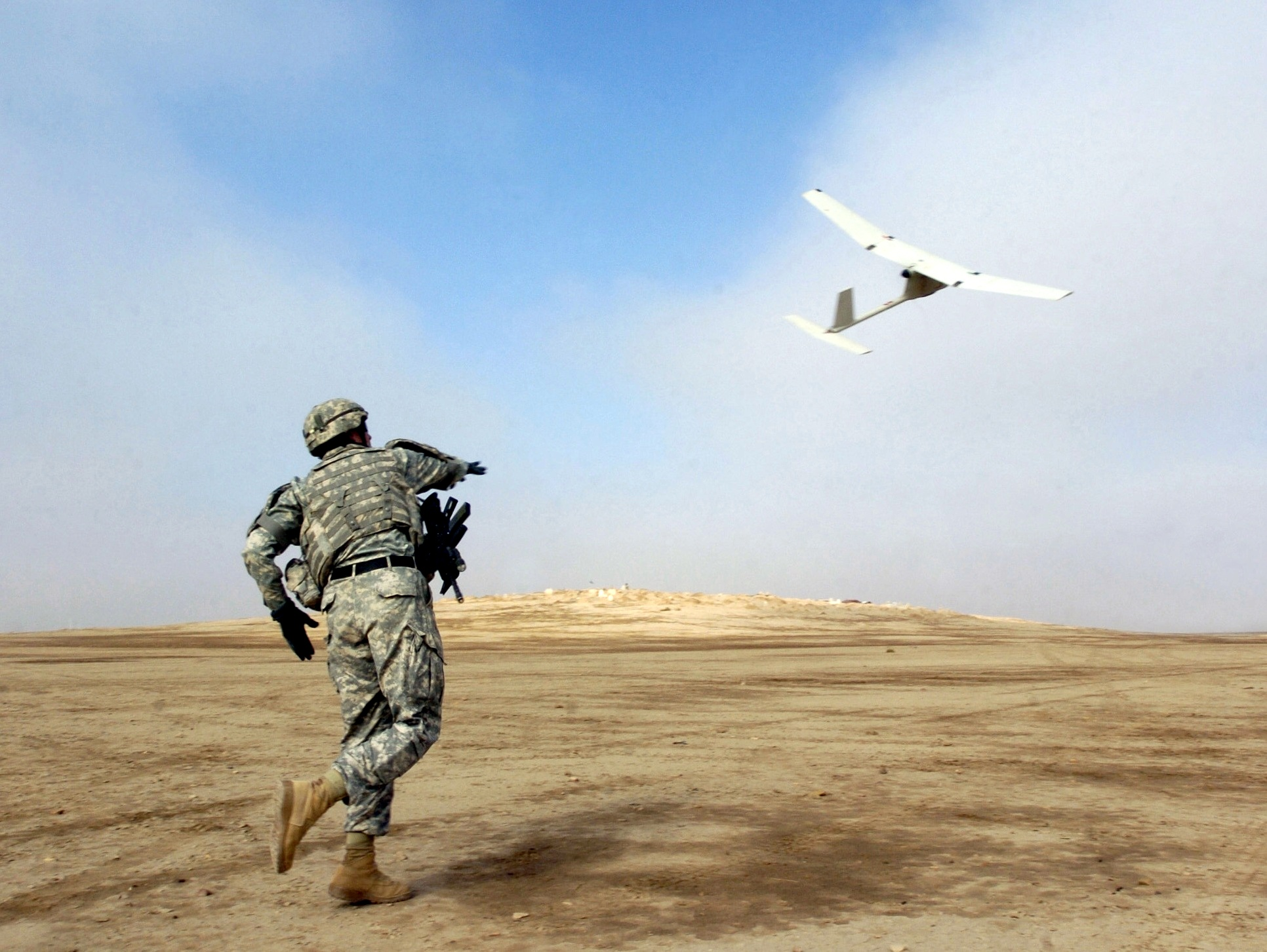
En Irak, lancement d'un RQ-11 Raven 2/2

Le RQ-11 Raven (En anglais, raven = corbeau) est un drone de combat léger utilisé par l'armée de terre des États-Unis et certains de ses alliés. Il est construit par la société AeroVironment.
L'avion est lancé à la main et propulsé ensuite par un moteur électrique.
Il peut voler jusqu'à 95 km/h maxi pendant 60 à 90 min sur un rayon d'action de 10 km, à une hauteur de 150 m, et une altitude maxi de 5 000 m.

## Conception
Le Raven a été développé comme version de taille réduite du drone Pointer du même constructeur AeroVironment. Il est équipé de batteries rechargeables. L'équipement nécessaire pour 4 missions peut être transporté par un soldat en plus de son équipement standard, alors que le Pointer nécessitait un véhicule du type Humvee.
Le Raven peut être radio-commandé depuis le sol ou voler totalement en autonome avec une trajectoire prédéfinie suivie par GPS.
Ses missions sont l'observation avec des caméras variées, optique ou thermique.
L'appareil coûte en 2008 25 000 $ et le système total incluant le guidage 250 000 $

Le Raven est utilisé par l'US Army, l'US Air Force, le corps des Marines US, le commandement des opérations spéciales US Ainsi que par le Royaume-Uni, l'Australie, l'Italie, le Danemark et l'Espagne.
Début 2008, 8 000 exemplaires[réf. nécessaire] ont déjà été livrés, en faisant le drone le plus utilisé. L'US Army l'adopte comme drone standard en 2004 et, mi-2007, 2 469 Raven sont en service dans cette arme. Fin 2011, 5 346 Raven sont en service dans les forces armées des États-Unis sur un total de 7 454 drones.

## Opérateurs
Il est utilisé, en 2018, par plus de 20 états dont 18 membres de l'OTAN :
 Australie
 Belgique
 CanadaRéférencé comme CU173 Raven
 Danemark
 Espagne
- Armée de terre espagnole: 27 drones[5]. Certaines autre tâches du drone seront désormais confiées au SCR Tucàn[6].

 Italie
 Pays-Bas
 Royaume-Uni
 États-Unis
 PortugalContrat signé en 2018
 Colombie
- Armée nationale colombienne

Il devrait être aussi utilisé par le Liban.
La Somalie dispose également d'un drone pour la lutte antiguérilla.